# لاتیفوندیست
لاتیفوندیست (به انگلیسی: Latifundiste) کسی است که صاحب اراضی وسیع کشاورزی باشد. لاتیفوند یک واژهٔ لاتین است که به معنای سرزمین وسیع متعلق یه یک فرد است. لاتیفوند نخستین بار در دوران برده داری به وجود آمد. لاتیفوندهای برده داری نخستین بار در روم باستان ظاهر شدند که نتیجه قبضه کردن زمین‌های متعلق به دهقانان و زمین‌های متعلق به دولت توسط تعدادی از رهبران و زمامداران صاحب برده بود. در این ارضی وسیع لاتیفوندیست‌ها کار ارزان و تقریباً رایگان بردگان را استثمار می‌کردند.